# Камье, Леон
Леон Стюарт Камье (англ. Leon Stuart Camier; род. 4 августа 1986, Эшфорд, Великобритания) — британский мотогонщик, участник чемпионатов мира по шоссейно-кольцевых мотогонок в сериях MotoGP, Superbike и Supersport. Чемпион Великобритании в классе Superbike (2009) и Supersport (2005).

## Биография
Камье родился в Эшфорде, графство Кент, Англия. Его далекие предки по отцовской линии были французскими гугенотами, хотя несколько поколений семьи жили в Корке, Ирландия.
Начал гонку в Grasstrack racing в возрасте 6 лет и выиграл пять британских чемпионатов, Камье стал чемпионом British Junior 80 cc Road Racing champion в 1998 году. Он выиграл британский титул 125 см³ в 2001 году и Британскую Корону Supersport в 2005 году. в этот период построил рабочие отношения с Honda, которые включали в себя участие в гонке Suzuka 8 Hours 2005 года в возрасте 18 лет.
2007 год стал его первым сезоном в чемпионате Великобритании по Супербайку на мотоцикле Animal Honda. Он вел первые повороты своей самой первой гонки и был на пьедестале почета в первых трех гонках. Однако авария в гонке 6 в Сильверстоуне и два восьмых места в Оултон-парке повредил его импульс. Неудача в квалификации привела к тому, что он стартовал 29-м, но в обеих гонках поднялся на 6-е место среди доминирования Honda. Его сезон закончился огромной катастрофой в Кэдвелл-парке, вызвавшей перелом левого бедра и правого таза.
В 2008 году он присоединился к команде GSE Racing Airwaves Ducati вместе с бывшим чемпионом Бирном. Он занял пятое место в общем зачете, одержав свои первые три победы.
В 2009 году GSE перешел на Yamaha, и Джеймс Эллисон присоединился к нему в качестве товарища по команде. Камье быстро доминировал в серии, выиграв даже больше гонок, чем Бирн в 2008 году. Он завоевал титул с четырьмя гонками, чтобы пройти достойно, обогнав ближайшего соперника Эллисона на предпоследнем круге гонки 1 в Сильверстоуне. Сразу же по возвращении в шахты его приветствовал Найл Маккензи (последний человек, выигравший титул BSB на Yamaha), одетый в свои оригинальные форсированные кожаные ботинки Rob Mac Cadbury 1998 года. Камье в конечном счете выиграл рекордные 18 гонок, несмотря на то, что только дважды выходил из первого угла. Его успех привел к тому, что организаторы серии приняли «правило вскрытия» на 2010 год. Это пересмотрело балльную систему до формата сплит-сезона, широко используемого сериями седанов в Соединенных Штатах.
После завоевания титула Камье был приглашен присоединиться к команде Aprilia на чемпионате мира по супербайку в последних двух гонках сезона, заменив травмированного Синью Накано. Его первая встреча в Маньи-Куре показала, что он квалифицировался 16-м улучшением, чтобы установить четвертое самое быстрое время разминки. К сожалению, из-за двух технических проблем он не набрал ни одного очка. Однако в последней встрече сезона в Портимане Камье финишировал 6-м и 7-м.
Камье гонялся полный рабочий день с «Aprilia» в Мировом Супербайке в 2010 году. Он занял второе место, уступив товарищу по команде Максу Бьяджи во второй гонке в Миллер-Моторспорт-парке, уступив «Aprilia» их первое 1-2 место в серии. На своем домашнем раунде в Сильверстоуне Камье стартовал 16-м, но отбился, чтобы финишировать шестым и третьим в двух гонках.